# Geissorhiza radians
Гейссоріза променева (Geissorhiza radians) — вид рослин родини півникові.

## Будова
Рослина відома своїми пурпуровими квітами з великою червоною центральною частиною, що відділена від пурпурового білою лінією. Кожна рослина має від одного до п'яти квіток за сезон.

## Життєвий цикл
Цей геофіт, що перечікує посушливий сезон у вигляді маленької цибулини, випускає за сприятливих умов листя та квітоноси 80–160 мм висоти.

## Поширення та середовище існування
Росте у болотистих місцях біля міста Дарлінг та заливу Гордонз Південній Африці.

## Галерея

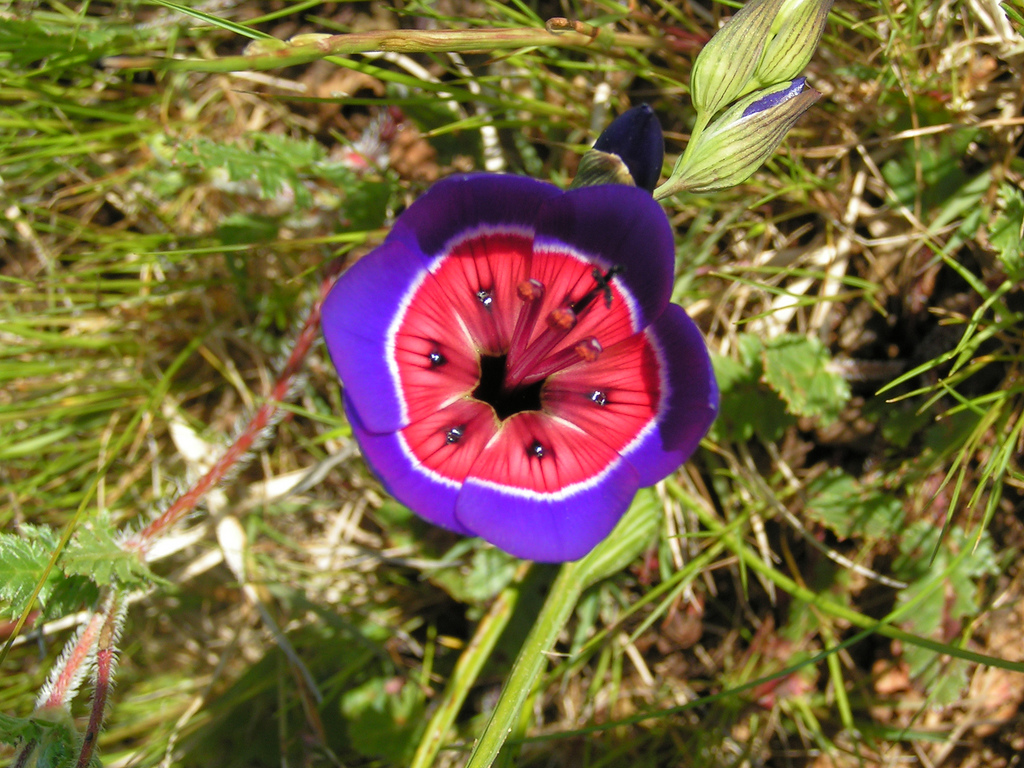
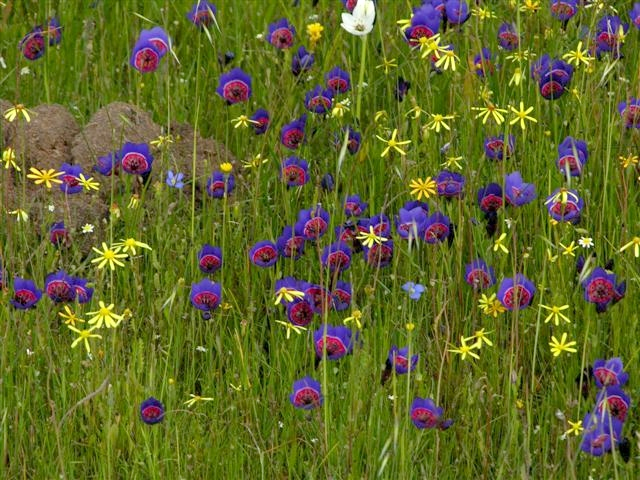
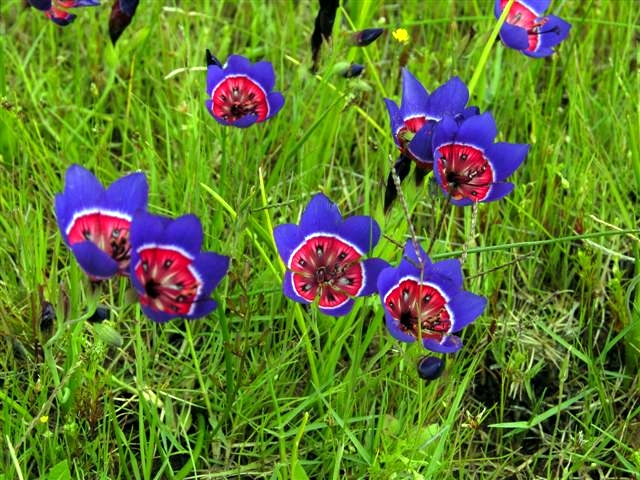

## Практичне використання
Вирощується як декоративна рослина.